# Say Say Say
«Say Say Say» (з англ. «Скажи Скажи Скажи») — пісня Майкла Джексона та Пола Маккартні, що ввійшла у п'ятий сольний альбом останнього Pipes of Peace. Одразу після релізу пісня стала сьомою піснею Джексона за рік, що досягнула Топ-10. У США пісня зайняла першу сходинку, у Британії — другу. Recording Industry Association of America визнала сингл платиновим. На Say Say Say було знято кліп, який Національна Рада США з жорстокості на ТБ визнала зажорстоким для трансляції.

## Випуск пісні
Випуск пісні відбувся 3 Жовтня 1983 року і була випущена лейблом Epic Records.

## Музичне відео
Музичне відео на пісню було зняте у Жовтні 1983 року (Лос Аламос біля Санта-Барбара, штат Каліфорнія) режисером Бобом Джіралді, який знімав музичне відео для Майкла Джексона під назвою «Beat It». Бюджет становив 500 тис. доларів. Прем'єра музичного відео відбулася 29 Жовтня 1983 року.

## Чарти
| Чарт                      | Пікова позиція |
| ------------------------- | -------------- |
| Australian Singles Chart  | 4              |
| Austrian Singles Chart    | 10             |
| Dutch Singles Chart       | 8              |
| New Zealand Singles Chart | 10             |
| Norwegian Singles Chart   | 1              |
| Swedish Singles Chart     | 1              |
| Swiss Singles Chart       | 2              |
| UK Singles Chart          | 2              |
| US Billboard Hot 100      | 1              |
| US R&B Singles Chart      | 2              |